# Joan Paredes Hernández
Joan Paredes Hernández (Santa Eugènia de Ter, 1927- 2004) fou un empresari i polític català.

## Biografia
Treballà com a professor mercantil i auditor de comptes, i fou assessor d'empreses del sector carni. Fou regidor de Finances a l'Ajuntament de Girona el 1974 durant l'alcaldia d'Ignasi de Ribot. Des de 1978 va treballar a la Caixa de Girona, de la que en seria president el 1995-1996, i vicepresident segon el 1980-1985.
La Generalitat va reconèixer la seva trajectòria atorgant-li la Medalla Francesc Macià al mèrit al Treball.
Fou cosí de Joan Paredes Hernández, que també va ser regidor de l'ajuntament de Girona.